# Santa Fe (Schiff, 1942)
Die USS Santa Fe (CL-60) war ein leichter Kreuzer der Cleveland-Klasse der United States Navy. Der nach der Hauptstadt von New Mexico benannte Kreuzer war das erste Schiff dieses Namens und stand von 1942 bis 1946 im Dienst bei der US-Marine. Die „Lucky Lady“ (engl.: glückliche Dame), wie sie von ihrer Besatzung genannt wurde, nahm an fast allen größeren Operationen während des Pazifikkriegs teil.

## Technik
Für weitere Informationen zu Technik siehe Cleveland-Klasse#Technik

### Allgemeines
Die Santa Fe gehörte zur ersten, unmodifizierten Baugruppe der Cleveland-Klasse, erkennbar an der frühen runden Brücke und der Position der Leitgeräte. Sie war 186,0 Meter lang (Länge über alles), maximal 20,2 Meter breit und hatte bei 7,5 Metern Tiefgang eine maximale Einsatzverdrängung von 11.744 Tonnen. Die maximale Stärke der Panzerung lag bei 165 mm am Kommandoturm sowie 127 bei vertikalen und 76 mm bei der horizontalen Panzerung. Der Antrieb des Kreuzers erfolgte über vier Propeller, die von vier Getriebeturbinen mit 100.000 PS Gesamtleistung angetrieben wurden. Die Höchstgeschwindigkeit lag bei 32,5 Knoten, die maximale Reichweite bei 15 Knoten betrug 11.000 Seemeilen.

### Bewaffnung

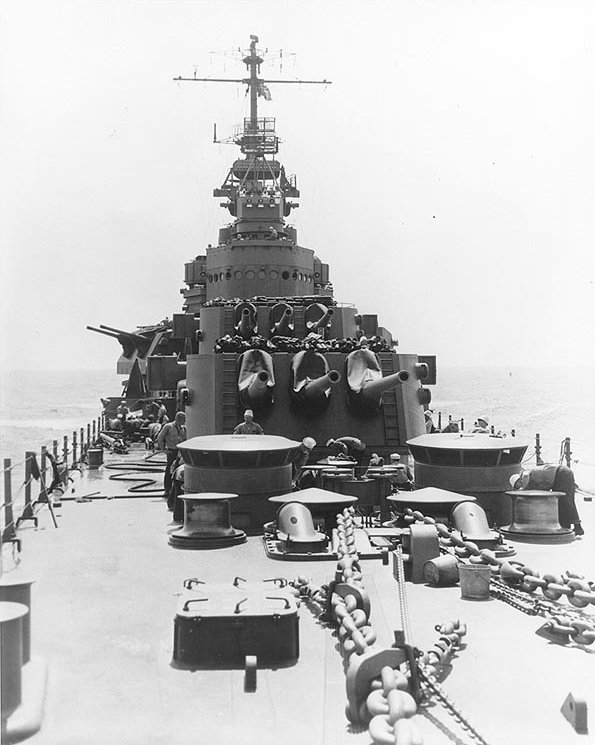
Blick auf die vorderen 152-mm-Türme und die Aufbauten der Santa Fe

Die Hauptbewaffnung der Santa Fe bestand aus zwölf 152-mm-Geschützen, Kaliberlänge 47, die in vier Drillingstürmen untergebracht waren. Als Mittelartillerie, zugleich Schwere Flak, waren sechs 127-mm-Zwillingstürme L/38 vorhanden. Die leichte Flak bestand bei Indienststellung 1943 aus 12 40-mm-Flaks in zwei Zwillings- und zwei Vierlingslafetten im Mittschiffsbereich sowie 26 20-mm-Maschinenkanonen in Einzellafetten (acht mittschiffs, je zwei auf Back und Schanz, vier um die vorderen und sechs um die achteren Geschütztürme und zwei in den achteren Aufbauten). Die Zahl der Flugabwehrgeschütze blieb auch 1944 unverändert, obgleich zwei 20-mm-Geschütze umgesetzt wurden. Erst in der Liegezeit im Frühjahr 1945 wurde die leichte Flugabwehrbewaffnung verstärkt. Im Juli 1945 führte Santa Fe dann 28 40-mm-Flaks in vier Vierlingen mittschiffs und sechs Zwillingen (zwei am Heck, je zwei seitlich der Geschütztürme vorn bzw. achtern) und eine nicht mehr genau rekonstruierbare, aber verringerte Anzahl von 20-mm-Maschinenkanonen in Zwillingslafetten. Torpedorohre führte der Kreuzer nicht. An Bord waren zudem zwei Wasserflugzeug-Katapulte und im Normalfall drei Bordflugzeuge des Typs OS2U Kingfisher.

### Radar
Bei Indienststellung führte die Santa Fe als Luftsuchradar SC-2/3 auf dem Hauptmast, ohne aufgesetzte IFF-Anlage, zwei Mk.8-Radare für die Feuerleitung der schweren Geschütze und zwei überhöht aufgestellte Radare Mk.4 (FD) für die Mk.37-Leitgeber der 5-Zoll-Geschütze, dazu das Seesuchradar SG auf dem Vormast. Ab Januar 1944 ist für die Luftsuche dann das SK-Radar mit aufgesetztem BK zur Freund-Feind-Kennung auf dem Vormast an Bord, und es finden sich zwei SG-Antennen, je eine auf der Vormaststenge und eine auf dem Hauptmast. Im Juli 1945 haben die Kombinationen Mk.12/22 das Mk.4 auf den Mk.37-Feuerleitgeräten ersetzt. Das SK-Luftsuchradarsystem ist nunmehr mit der neuen runden SK-2-Antenne auf der Vormastplattform kombiniert.

### Tarnanstriche
Ein Tarnmuster im engeren Sinne führte Santa Fe nicht. Sie wurde im graded system nach Measure 22 gemäß dem Bemalungssystem der U.S. Navy fertiggestellt, mit dunklem unteren Rumpf (marineblau = navy blue 5-N) und hellerem oberen Rumpf und Aufbauten (in ozeangrau = ocean grey 5-O). 1944 wechselte der Anstich in Measure 21 (Seitenflächen marineblau = navy blue 5-N über alles). Decksfarbe war immer schwarzblau (deck blue = 20-B). Dieser Anstrich blieb bis zum Kriegsende unverändert.

## Geschichte

### Bau und Indienststellung
Die Santa Fe wurde 1940 als fünftes Schiff des ersten Bauloses der Cleveland-Klasse bei New York Shipbuilding in Camden, New Jersey geordert und am 7. Juni 1941 auf Kiel gelegt. Nach nur 368 Tagen Bauzeit, 6 Monate vor der Planung, erfolgte am 10. Juni 1942 die Schiffstaufe durch Caroline Trevelyan Chávez, die 14-jährige Nichte des Senators von New Mexico, Dennis Chávez. Nach dem Stapellauf wurde der Kreuzer an die Ausrüstungspier verlegt, wo bis zur Indienststellung am 24. November 1942 die technische Ausrüstung vollendet wurde. Erster Kommandant der Santa Fe war Captain Russell S. Berkey. Nach ersten Erprobungsfahrten an der US-Ostküste verließ der Kreuzer am 1. März 1943 Philadelphia in Richtung Pazifik, wo er am 23. März in Pearl Harbor eintraf.

### Aleuten
Am 15. April 1943 verließ die Santa Fe zusammen mit anderen Schiffen Hawaii und lief in den nördlichen Pazifik, um die von den Japanern besetzten Aleuten zurückzuerobern. Am 20. April traf der Verband auf der Adak-Insel ein, wo die Santa Fe der Task Group 16.6, einem Verband aus Kreuzern und Zerstörern zugeteilt wurde. Die TG 16.6 verließ am 21. April die Kuluk-Bucht auf Adak und patrouillierte im Seegebiet westlich der Inseln. Am 26. April nahm der Verband japanische Stellungen auf Attu unter Feuer. Am 28. April kehrte der Verband zum Bunkern zum Stützpunkt auf Adak zurück, am nächsten Tag begannen wieder Patrouillenfahrten westlich von Attu. Zweimal, am 1. und am 4. Mai, hatte die Santa Fe Kontakt mit japanischen U-Booten, konnte diese aber nicht angreifen. Am 11. Mai lag der Kreuzer etwa 60 Seemeilen westlich von Attu und sicherte die Landung amerikanischer Truppen auf der Insel. Diese Einsatzfahrt wurde am 26. Mai beendet, nachdem der Kreuzer noch zwei Mal Kontakt mit japanischen U-Booten hatte. Am 3. Mai verließ die Santa Fe zusammen mit der Wichita, der San Francisco, der Louisville und vier Zerstörern zur ersten Patrouille in das Seegebiet nördlich von Kiska, die bis zum 18. Juni andauerte.

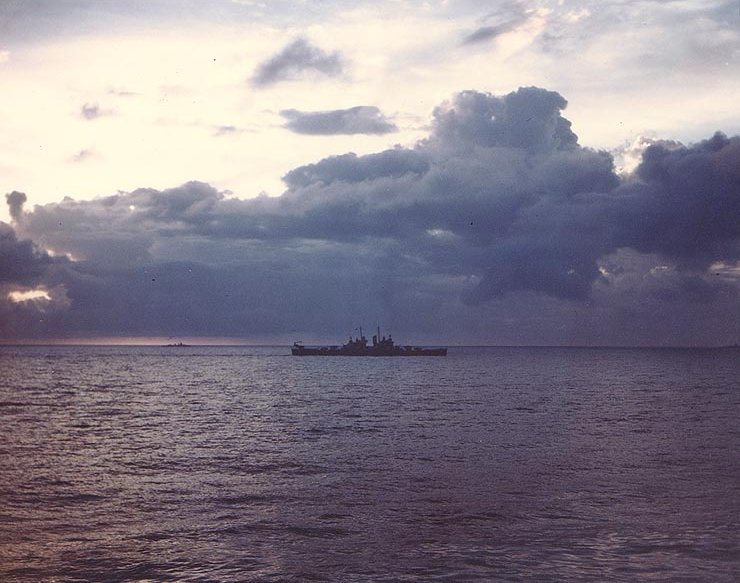
Die Santa Fe irgendwo im Seegebiet um die Aleuten

Am 27. Juni folgte ein weiterer Einsatz vor Kiska, diesmal wurden die Kreuzer und Zerstörer von den Schlachtschiffen Mississippi und New Mexico begleitet. Am 6. Juli nahm der Verband die Insel Kiska unter Feuer, am 13. Juli lief der Verband wieder in die Kuluk Bay auf Adak ein. Eine Woche später, am 20. Juli, lief der Verband erneut aus, um japanische Stellungen auf Kiska unter Feuer zu nehmen. Am 26. Juli war die Santa Fe in die sogenannte „Schlacht von Sitka Pip“ involviert, als der Verband mehrere Stunden lang Scheinziele angriff, die durch Radarreflexionen erzeugt wurden und im dichten Nebel, der in der Region herrschte, nicht optisch zu verifizieren waren. Die Schlachtschiffe und schweren Kreuzer der Task Force George feuerten über 1000 Granaten der schweren Kaliber 14 und 8 Zoll auf nicht existierende Gegner. Die Japaner hatten Kiska vier Tage zuvor evakuiert, als die Amerikaner am 13. August auf der Insel landeten, fanden sie sie verlassen vor. Santa Fe schloss ihre letzte Einsatzfahrt im nördlichen Pazifik am 20. August ab, am 25. August verließ sie die Aleuten in Richtung Hawaii.

### Gilbertinseln und Wake
Der Kreuzer traf am 1. September in Pearl Harbor ein, vom 5. bis zum 8. September folgte ein kurzer Aufenthalt im Trockendock zur Überholung. Nach Abschluss der Arbeiten machte Konteradmiral Laurance Toombs DuBose die Santa Fe zum Flaggschiff der Cruiser Division 13, in der das Schiff zusammen mit den Schwesterschiffen Mobile und Birmingham operierte. Zusammen mit der Carrier Task Force 15 liefen die Kreuzer am 11. September von Pearl Harbor in Richtung der Gilbertinseln aus, wo die Bordflugzeuge der Träger am 18. September japanische Stellungen auf Tarawa angriffen. Am 23. September kehrte der Verband nach Hawaii zurück. Der nächste Einsatz führte die Santa Fe und die Cruiser Division 13 zusammen mit der Carrier Task Force 14, die aus sechs Flugzeugträgern, zwei Kreuzern und etwa 20 Zerstörern bestand, am 29. September nach Wake. Während die Bordflugzeuge der Flugzeugträger am 5. und 6. Oktober japanische Stellungen auf der Insel angriffen, lieferte sich die Santa Fe ein Artillerieduell mit einer japanischen Geschützstellung auf der Insel. Am 11. Oktober kehrte der Verband nach Pearl Harbor zurück, wo die Kreuzer der Central Pacific Force unter dem Kommando von Admiral Raymond A. Spruance unterstellt wurden. Am 21. Oktober verließ der Kreuzer mit den anderen Schiffen Hawaii in Richtung der Neuen Hebriden, wo Übungen durchgeführt wurden. Anfang November wurde die Santa Fe abkommandiert, die Landung der US-Truppen auf Bougainville zu decken. Nach einem kurzen Tankstopp auf Esperitu Santo am 4. November erreichte der Verband am Abend des 8. November Kap Torokina, das nördliche Ende der Insel. Die Kreuzer der Cruiser Division 13 und die begleitenden Zerstörer wehrten mehrere japanische Luftangriffe auf die Landungsschiffe ab, am 9. November verließen die Schiffe das Seegebiet in Richtung der Zentral-Salomonen. Am 12. November verließ die Santa Fe die Purvis Bay, am 13. November wurde noch einmal Treibstoff auf Esperitu Santo gebunkert, dann operierte der Kreuzer in der Landungsflotte, die Tarawa und Betio erobern sollte. Am 20. November und in den folgenden Tagen lieferte die Santa Fe Feuerunterstützung für die auf Betio landenden US-Marines.

### Marshall-Inseln

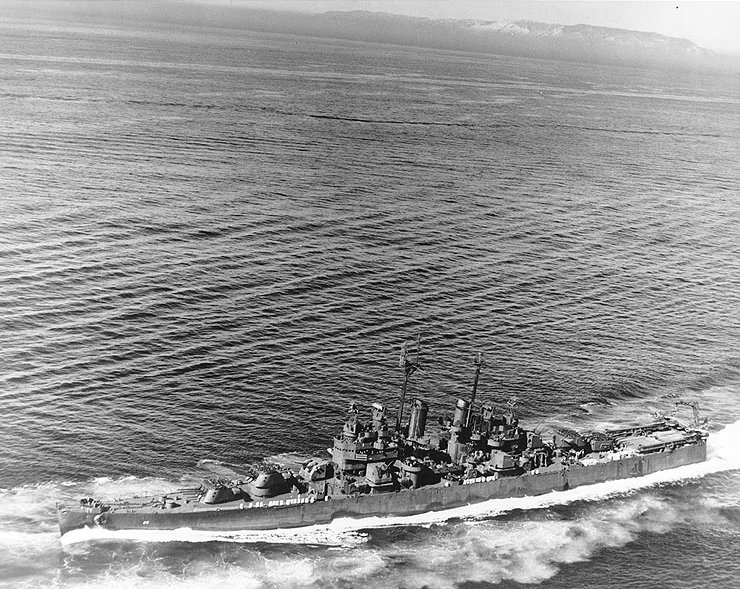
Die Santa Fe verlässt die US-Westküste in Richtung der Marshallinseln, 13. Januar 1944

Die Santa Fe wurde am 26. November zusammen mit der Mobile der Task Group 50.3 zugeteilt und verließ zwei Tage später die Gilbertinseln in Richtung der Marshallinseln. Am 4. und 5. Dezember griffen die Flugzeuge der US-Flugzeugträger japanische Stellungen auf Kwajalein und Wotje an, die Santa Fe übernahm die Sicherung der Träger gegen Luftangriffe. Am 9. Dezember lief der Kreuzer in Pearl Harbor ein, sechs Tage später wurde Captain Berkey als kommandierender Offizier der Santa Fe von Jerauld Wright abgelöst. Nachdem sie die Weihnachtstage in Hawaii verbracht hatte, verließ der Kreuzer am 28. Dezember die Inseln in Richtung US-Westküste. Am 1. Januar lief das Schiff dann in San Pedro ein und nahm in den folgenden Tagen an amphibischen Übungen in San Clemente und vor Long Beach teil. Am 13. Januar verließ die Santa Fe als Teil der Task Force 53, deren Aufgabe die Einnahme von Kwajalein war, die US-Westküste und lief über Hawaii, wo am 21. Januar Treibstoff gebunkert wurde, zu den Marshallinseln. Am 29. Januar löste sich ein Kreuzerverband von der Hauptstreitmacht, um die Bedrohung durch japanische Stellungen auf Wotje zu eliminieren. Gegen Mittag des 30. Januar schlossen sich die Schiffe wieder dem Hauptverband an, der am folgenden Tag mit dem Angriff auf Kwajalein begann. Am 1. Februar begann dann die Landungsoperation der 4. Division der US-Marines unter dem Kommando von General Harry Schmidt.
Am 12. Februar verließ die Santa Fe zusammen mit den Flugzeugträgern der Task Force 58 das Majuro-Atoll in Richtung Truk, das am 15., 16. und 17. Februar von Trägerflugzeugen bombardiert wurde. Im Anschluss kehrte der Verband zum Majuro-Atoll zurück. Vom 12. bis zum 15. März bunkerte die Santa Fe auf Esperitu Santo, danach sicherte sie am 20. März die Landung auf Emira im Bismarck-Archipel. Am 27. März wurde der Kreuzer wieder als Eskorte für Flugzeugträgerverbände eingeteilt und nahm an den Angriffen auf Palau am 30. März, Yap am 31. März und Woleai am 1. April teil. Am 6. April traf der Kreuzer wieder im Majuro-Atoll ein, eine Woche später lief er dann mit der Task Force 58.1 in südwestlicher Richtung Neuguinea aus.

### Neuguinea, Marianen und Bonin-Inseln
Am 21. und 22. April sicherte die Santa Fe die begleitenden US-Träger, während deren Flugzeuge Angriffe auf die japanischen Stützpunkte in Hollandia flogen. Am 22. April beschoss die Santa Fe die Insel Wakde mit ihren 6-Zoll-Geschützen. Nach einer Treibstoffübernahme am 23. April kehrten die Schiffe zu einem weiteren Angriff auf Hollandia zurück, am 26. April verließ der Verband das Gebiet in Richtung Manus. Nachdem Vorräte und Munition ergänzt worden waren, lief die Task Force am 28. April in Richtung Truk aus, wo in den folgenden drei Tagen der japanische Stützpunkt sowie die umgebenden Inseln aus der Luft und von See her angegriffen wurden. Am 4. Mai lief der Verband im Kwajalein-Atoll ein. Am 13. Mai verließ die Santa Fe dann Kwajalein, um im Seegebiet um Majuro an Luftabwehrübungen teilzunehmen. Am 6. Juni verließ sie dann als Teil der Task Force 58.2 das Atoll in Richtung der Marianen. Am 11. Juni begannen die ersten Luftangriffe auf Saipan, Tinian und Guam, 2 Tage später wurde die Insel von den Schiffen unter Feuer genommen. Am 15. Juni begann die Landung der Marines auf Saipan. Während sich ein Großteil der Task Force 58 am 16. Juni einer japanischen Streitmacht entgegenstellte, die sich aus Richtung der Philippinen näherte, verblieb die Santa Fe als Sicherung bei den Flugzeugträgern. Das führte dazu, dass sie sich am 19. und 20. Juni in der Schlacht in der Philippinensee wiederfand und einige der angreifenden japanischen Flugzeuge mit ihren Luftabwehrgeschützen abschießen konnte. Am 21. Juni verließ der Verband das Seegebiet, am 27. Juni trafen die Schiffe auf Eniwetok zum Bunkern ein.
Am 30. Juni verließ die Task Force das Atoll in Richtung Norden, am 4. Juli begann die Bombardierung der Bonin-Inseln Iwo Jima und Chichi Jima von See und aus der Luft. Am folgenden Tag kehrte die Task Force nach Süden zurück, um am 6. Juli mit den Angriffen auf Guam zu beginnen, die die Landung der US-Marines zwei Wochen später vorbereiteten. Am 25. Juli war dann Yap erneut Ziel der Luftangriffe der Trägerflugzeuge des Verbands, nach einem kurzen Zwischenstopp auf Saipan am 2. August lief der Verband erneut nach Norden, um am 4. August erneut Chichi Jima anzugreifen. Die Santa Fe und die begleitenden US-Zerstörer lieferte sich dort ein Seegefecht mit dem japanischen Zerstörer Matsu, der durch Geschützfeuer versenkt wurde. Auch mehrere japanische Landungs- und Versorgungsschiffe wurden vom kombinierten Geschützfeuer der Kreuzer und Zerstörer versenkt. Am folgenden Tag lief die Task Group ab, am 11. August ankerten die Schiffe im Eniwetok-Atoll.

### Philippinen
Nach einigen Übungseinsätzen im Seegebiet rund um Eniwetok lief die Santa Fe als Teil der Task Force 38 in Richtung Palau aus, das vom 6. bis zum 8. September von den Trägerflugzeugen der Task Force bombardiert wurde. Am Abend des 8. September lief der Verband in Richtung Westen, am 9. September begannen die ersten Luftangriffe auf Mindanao. Die Santa Fe griff zusammen mit dem Kreuzer Birmingham und den Zerstörern der Destroyer Division 110 einen Konvoi kleinerer Frachtschiffe an, die versuchten, aus dem Seegebiet zu entkommen. Nachdem der Beschuss der Insel bis zum 10. September fortgesetzt wurde, lief der Verband in östliche Richtung, um zu bunkern. Die TF 38.3 setzte dann ihren Weg fort, um ab dem 15. September die Operation Stalemate II, die Landung auf Peleliu und Angaur, zu unterstützen. Sechs Tage später griffen die Flugzeuge des Verbands zum ersten Mal Manila an, die Angriffe auf Luzon dauerten bis zum 24. September an. Am 27. September lief der Verband in Palau ein, am 1. Oktober wurde das Ulithi-Atoll die neue Heimatbasis der Santa Fe. Am 6. Oktober lief der Kreuzer mit der Task Force nach Norden aus, um am 10. Oktober erstmals Okinawa anzugreifen. Am 11. Oktober geriet der amerikanische Verband unter schwere japanische Luftangriffe, die sich in den folgenden Tagen fortsetzten. Am 12. Oktober bombardierten die US-Flugzeuge Formosa und die Pescadores-Inseln. Am folgenden Tag wurde der schwere Kreuzer Canberra, der in der Task Group 38.1 südlich der Santa Fe operierte, von einem Torpedo getroffen und musste von der Wichita abgeschleppt werden. Die Santa Fe sicherte das schwer getroffene Schiff auf seinem Rückzug vor weiteren Luftangriffen. Am 14. Oktober wurde auch die Houston, ein Schwesterschiff, von einem japanischen Torpedo getroffen. Am 16. Oktober wurde die Santa Fe dann selber beschädigt, als ein abgeschossener japanischer Torpedobomber unmittelbar neben ihr ins Wasser schlug und sich brennendes Flugbenzin auf das Achterdeck ergoss.

### Leyte
Die Landung der Amerikaner auf Leyte begann am 17. Oktober 1944 mit ersten Landungen auf drei vorgeschobenen Inseln, die Santa Fe sicherte die Task Group 38.2, die 300 Kilometer östlich von Luzon lag und Luftdeckung für die landenden Truppen lieferte. Am 20. Oktober gingen dann um 10 Uhr die ersten Truppen auf Leyte selbst an Land. Vier Tage später fand sich die Santa Fe in der See- und Luftschlacht im Golf von Leyte wieder, als große japanische Bomberverbände die Schiffe der Task Group 38.2 angriffen. Als Teil einer gemischten Gruppe aus zwölf Zerstörern und den Kreuzern New Orleans, Wichita und Mobile lief die Santa Fe nach Norden. Am Nachmittag wurde der schwer beschädigte japanische Flugzeugträger Chiyoda durch Geschützfeuer der Kreuzer versenkt. Etwa eine Stunde später traf die weiter nordwärts fahrende amerikanische Kreuzergruppe unter Konteradmiral DuBose, geleitet von zwei Suchflugzeugen der Essex, auf den japanischen Flugabwehr-Großzerstörer Hatsuzuki und zwei Geleitfahrzeuge. Der japanische Zerstörer lieferte sich ein langes zähes Gefecht mit der weit überlegenen amerikanischen Kampfgruppe und konnte erst nach mehreren Stunden durch Zerstörertorpedos gestoppt und dann vom Geschützfeuer der Kreuzer versenkt werden. Als einziges amerikanisches Schiff erhielt die Santa Fe einige oberflächliche Treffer der japanischen 10-cm-Geschütze. DuBose zog sich sofort nach Versenkung der Hatsuzuki zurück, was sich als glückliche Entscheidung erwies, denn der japanische Admiral Ozawa war bereits auf deren Hilferufe hin mit den beiden Schlachtschiffen Ise und Hyūga, seinem Flaggschiff Ōyodo und einem Zerstörer im Anmarsch, um in das Gefecht einzugreifen. Er erreichte den Untergangsort der Hatsuzuki aber erst, nachdem DuBose schon nach Süden abgelaufen waren. Die Amerikaner hielten das versenkte japanische Schiff seinerzeit wegen seines langen Widerstandes gegen eine ganze Flotte definitiv für einen „Kreuzer“. Am 30. Oktober lief die Cruiser Division 13 im Ulithi-Atoll ein. Dort wurde Admiral DuBose als Kommandeur des Verbandes durch Morton L. Deyo abgelöst, auf der Santa Fe wurde Harold C. Fitz neuer kommandierender Offizier.

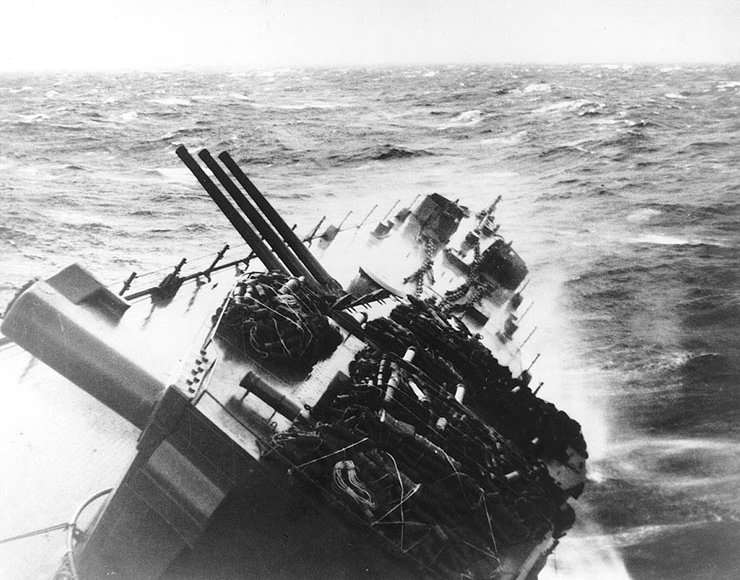
Die Santa Fe rollt schwer während des Taifuns am 18. Dezember

Am 1. November lief der Verband wieder in Richtung der Philippinen, wo eine Meldung angreifender japanischer Schiffe sich als Falschmeldung erwies. Am 5. November wurde die Task Group 38.3 zum ersten Mal von Kamikaze-Flugzeugen angegriffen, die die Lexington und die Ticonderoga trafen. Die Trägerflugzeuge setzten unterdessen die Angriffe auf Luzon und Leyte fort. Am 17. November traf der Verband wieder im Ulithi-Atoll ein, fünf Tage später lief der Verband wieder in Richtung Luzon aus, um erneut Luftangriffe zu unterstützen. Der Einsatz dauerte bis zum 2. Dezember, am 10. Dezember lief der Verband dann zum dritten Mal in die Philippinensee, wo er am 17. und 18. Dezember vom Taifun Cobra schwer getroffen wurde. Die Santa Fe blieb bis auf den Verlust eines der Bordflugzeuge unbeschädigt, rollte und stampfte aber schwer in der durch den Sturm aufgepeitschten See. Nach weiteren Luftangriffen auf Luzon lief der Verband am 24. Dezember wieder im Ulithi-Atoll ein.

### Iwo Jima und Okinawa
Die Santa Fe verließ am 30. Dezember das Atoll und begleitete die Flugzeugträger der Task Group, die am 3. und 4. Januar Formosa, zwei Tage später Luzon und am 9. Januar erneut Formosa angriffen. Am 15. Januar wurde Hongkong und Hainan aus der Luft angegriffen, am 22. Januar Okinawa. Am 26. Januar kehrte der Verband nach Ulithi zurück. Die Santa Fe wurde nun der 5. US-Flotte unterstellt, am 10. Februar lief die Task Group 58.4 nach Norden, um am 16. Februar zum ersten Mal seit dem Doolittle-Raid das japanische Mutterland anzugreifen. Am 18. Februar verließ die Santa Fe die Task Group, um die Landungen auf Iwo Jima zu unterstützen. Am Morgen des 19. Februar begann der Kreuzer, Küstenziele mit seinen 6-Zoll-Geschützen zu beschießen. Als die Santa Fe am 21. Februar vom Schlachtschiff North Carolina abgelöst wurde, hatte sie 989 Schuss aus ihren 6-Zoll-Geschützen und 3027 127-mm-Granaten auf Iwo Jima verschossen. Am 25. Februar war Tokyo erneut Ziel der Luftangriffe der Task Group 58.4, am folgenden Tag wurde Nagoya bombardiert. Am 1. März lief die Santa Fe wieder im Ulithi-Atoll ein, wo Admiral Deyo die Birmingham zum Flaggschiff der Cruiser Division 13 machte.

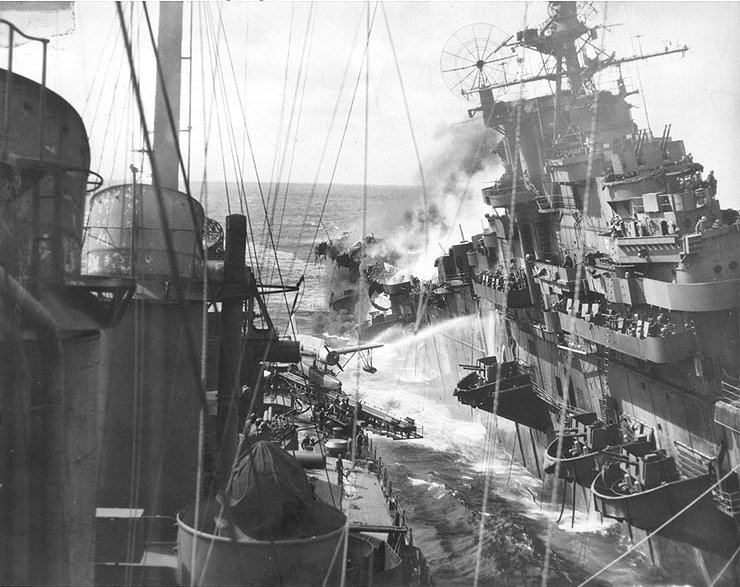
Die Santa Fe längsseits der brennenden Franklin

Am 14. Februar liefen die Träger in Begleitung der Kreuzer wieder in Richtung Japan aus. Am Morgen des 18. März erreichten die Schiffe ihre Position etwa 125 Seemeilen von Kyushu, am Abend liefen sie in Richtung Shikoku. Am Morgen des 19. März sollten die Luftangriffe auf Honshu beginnen, als um kurz nach sieben ein japanischer Bomber zwei panzerbrechende Bomben auf das achtere Flugdeck der Franklin warf. Der Träger wurde schwer getroffen und brannte, die Santa Fe eilte herbei, um die Löscharbeiten zu unterstützen und die Besatzung des Trägers, der zu sinken drohte, aufzunehmen. Die Decksmannschaften des Kreuzers, der sich bis auf wenige Meter dem brennenden Flugzeugträger näherte, löschten Brände in den Geschütztürmen und auf dem Achterdeck der Franklin. Inzwischen wurden 833 Mann der Besatzung des Trägers auf dem leichten Kreuzer in Sicherheit gebracht, der sich anderthalb Stunden nach dem Angriff von der Franklin absetzte. Nachdem der Träger von der Pittsburgh in Schlepp genommen worden war, bildete die Santa Fe mit anderen Schiffen die Sicherung für die angeschlagene Franklin, die zum Ulithi-Atoll geschleppt wurde. Am 24. März trafen die Schiffe im Atoll ein, wo an die Santa Fe der Befehl erging, sich zur Generalüberholung an die US-Westküste zu begeben. Am 27. März verließ der Kreuzer zusammen mit der Franklin das Atoll in Richtung Hawaii, wo sie am 3. April eintrafen. Einen Tag später verließ der Kreuzer Pearl Harbor in Richtung Kalifornien.

### Kriegsende und Verbleib

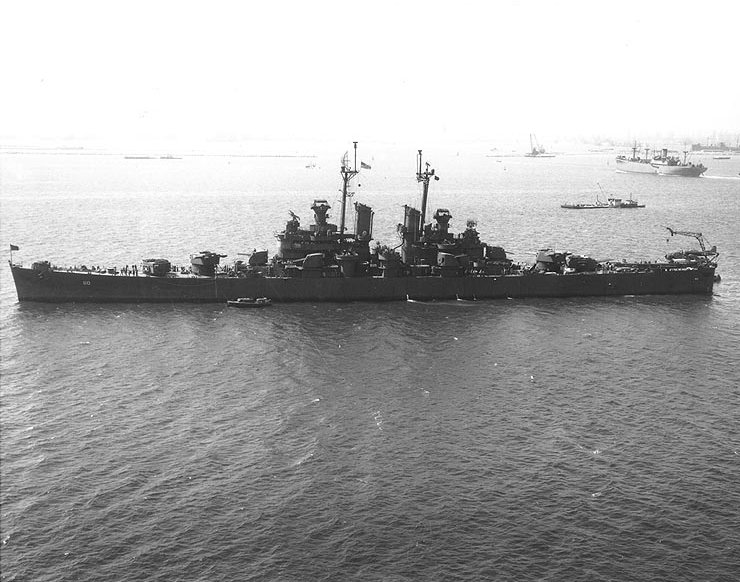
Die Santa Fe nach Abschluss der Überholungsarbeiten vor San Pedro

Am 10. April 1945 lief die Santa Fe in die Bucht von San Pedro ein, wo sie im Terminal Island Naval Shipyard zu umfangreichen Überholungen ins Dock ging. Die Arbeiten sollten ursprünglich 47 Tage dauern, also bis Ende Mai, wurden aber aufgrund der großen Zahl an zu erledigenden Arbeit bis zum 14. Juli 1945 ausgedehnt. Nachdem das Schiff wieder einsatzbereit war, wurden vor der kalifornischen Küste erste Übungen abgehalten, am 26. Juli verließ der Kreuzer San Pedro in Richtung Hawaii, wo er am 1. August eintraf. Vom 3. bis zum 6. August folgte dann eine Luftabwehrübung südlich von Oahu, am 12. August verließ die Santa Fe zusammen mit der Task Group 12.3 Hawaii in Richtung Wake. Nach der Kapitulation Japans erreichte den Verband der Befehl, alle offensiven Operationen einzustellen. Am 19. August legte der Verband im Eniwetok-Atoll an, am 26. August dann in der Buckner Bay auf Okinawa. Die Santa Fe gehört zusammen mit der Mobile zu den Schiffen, die am 20. September in Sasebo einliefen und vom 17. Oktober bis zum 10. November bei der Besetzung von Honshu und Hokkaido halfen. Am 10. November begann dann die erste von zwei Fahrten im Rahmen der Operation Magic Carpet, bei denen die Santa Fe US-Soldaten von Saipan, Guam und Truk zurück in die Heimat brachte. Nach Abschluss der Transporte lief der Kreuzer am 26. Januar 1946 in Bremerton ein, wo er bis zu seiner Außerdienststellung am 19. Oktober 1946 verblieb. Nach der Außerdienststellung wurde die Santa Fe der Reserveflotte zugeteilt, am 1. März 1959 erfolgte dann die Streichung aus den Schiffsregistern der US-Marine. Der ehemalige Kreuzer wurde am 9. November 1959 an die Zitadell Corporation zur Verschrottung verkauft.
Für ihren Einsatz während des Zweiten Weltkriegs erhielt die Santa Fe 13 Battle Stars, für den Einsatz während der Rettung der Franklin wurde der Kreuzer mit der Navy Unit Commendation ausgezeichnet.

## Weiterführende Informationen